# Hans Hofmann (politicus)
Hans Hofmann (Horgen, 3 maart 1939) is een Zwitsers politicus voor de Zwitserse Volkspartij (SVP/UDC) uit het kanton Zürich. Van 1998 tot 2007 zetelde hij in de Kantonsraad.

## Biografie
Hans Hofmann zetelde in de Kantonsraad van Zürich van 1983 tot 1987. Daaropvolgend zetelde hij tot 1999 in de Regeringsraad van Zürich, waarvan hij van 1 mei 1992 tot 30 april 1993 en van 1 mei 1996 tot 30 april 1997 voorzitter was. Van 1998 tot 2007 was hij lid van de Kantonsraad.